# Division 1 Féminine 2014-2015
La Division 1 Féminine 2014-2015 è stata la 41ª edizione della massima divisione del campionato francese femminile di calcio. Il campionato è iniziato il 30 agosto 2014 e si è concluso il 9 maggio 2015. L'Olympique Lione ha vinto il campionato per il nono anno consecutivo.. Capocannoniere del torneo è stata Lotta Schelin (Olympique Lione) con 34 reti realizzate.

## Stagione

### Novità
Dalla Division 1 Féminine 2013-2014 sono stati retrocessi in Division 2 Féminine l'Hénin-Beaumont, lo Yzeure e il Muret. Dalla Division 2 Féminine sono stati promossi l'Algrange, l'Issy-les-Moulineaux e l'ASPTT Albi. Prima dell'inizio del campionato l'Algrange si è fuso con il Metz.

### Formato
Le 12 squadre si affrontano in un girone all'italiana con partite di andata e ritorno, per un totale di 22 giornate. La squadra prima classificata è campione di Francia, mentre le ultime tre classificate retrocedono in Division 2. Le prime due classificate sono ammesse alla UEFA Women's Champions League.

## Squadre partecipanti
| Club                | Stagione | Città               | Stadio                        | Stagione 2013-2014                              |
| ------------------- | -------- | ------------------- | ----------------------------- | ----------------------------------------------- |
| ASPTT Albi          | dettagli | Albi                | Stadio Maurice Rigaud         | 1º posto in Division 2 gruppo C                 |
| Arras               | dettagli | Arras               | Stade Degouve-Brabant         | 8º posto in Division 1                          |
| Guingamp            | dettagli | Guingamp            | Stadio Fred Aubert            | 5º posto in Division 1                          |
| Issy-les-Moulineaux | dettagli | Issy-les-Moulineaux | Stade Gabriel-Voisin          | 1º posto in Division 2 gruppo B                 |
| FCF Juvisy          | dettagli | Juvisy-sur-Orge     | Stadio Georges Maquin         | 3º posto in Division 1                          |
| Metz                | dettagli | Algrange            | Stade Municipal du Batzenthal | 1º posto in Division 2 gruppo A (come Algrange) |
| Montpellier         | dettagli | Montpellier         | Stadio Jules Rimet            | 4º posto in Division 1                          |
| Olympique Lione     | dettagli | Lione               | Stade de Gerland              | Campione di Francia                             |
| Paris Saint-Germain | dettagli | Parigi              | Stadio Charléty               | 2º posto in Division 1                          |
| Rodez               | dettagli | Rodez               | Stadio Paul Lignon            | 7º posto in Division 1                          |
| Saint-Étienne       | dettagli | Saint-Étienne       | Stadio Léon Nautin            | 9º posto in Division 1                          |
| Soyaux              | dettagli | Soyaux              | Stadio Léo Lagrange           | 6º posto in Division 1                          |

## Classifica finale
|  | Pos. | Squadra             | Pt | G  | V  | N | P  | GF  | GS | DR   |
|  | ---- | ------------------- | -- | -- | -- | - | -- | --- | -- | ---- |
|  | 1.   | Olympique Lione     | 88 | 22 | 22 | 0 | 0  | 147 | 6  | +141 |
|  | 2.   | Paris Saint-Germain | 82 | 22 | 20 | 0 | 2  | 88  | 9  | +79  |
|  | 3.   | FCF Juvisy          | 67 | 22 | 15 | 0 | 7  | 53  | 25 | +28  |
|  | 4.   | Montpellier         | 66 | 22 | 13 | 5 | 4  | 63  | 20 | +43  |
|  | 5.   | Guingamp            | 64 | 22 | 13 | 3 | 6  | 41  | 31 | +10  |
|  | 6.   | Soyaux              | 48 | 22 | 7  | 5 | 10 | 26  | 57 | -31  |
|  | 7.   | Rodez               | 46 | 22 | 7  | 3 | 12 | 33  | 50 | -17  |
|  | 8.   | Saint-Étienne       | 44 | 22 | 7  | 1 | 14 | 24  | 46 | -22  |
|  | 9.   | ASPTT Albi          | 44 | 22 | 7  | 1 | 14 | 21  | 65 | -44  |
|  | 10.  | Metz                | 41 | 22 | 5  | 4 | 13 | 27  | 77 | -50  |
|  | 11.  | Issy-les-Moulineaux | 28 | 22 | 1  | 3 | 18 | 13  | 75 | -62  |
|  | 12.  | Arras (-3)          | 25 | 22 | 1  | 3 | 18 | 14  | 89 | -75  |

Legenda:
      Campione di Francia e ammessa alla UEFA Women's Champions League 2015-2016.
      Ammessa alla UEFA Women's Champions League 2015-2016.
      Retrocesse in Division 2.
Note:
Quattro punti a vittoria, due a pareggio, uno a sconfitta.
L'Arras ha scontato 3 punti di penalizzazione.

## Risultati

### Tabellone
|               | Alb  | Arr  | Gui  | Iss  | Juv  | Met  | Mon  | Oly  | PSG  | Rod  | Sai  | Soy  |
| ------------- | ---- | ---- | ---- | ---- | ---- | ---- | ---- | ---- | ---- | ---- | ---- | ---- |
| Albi          | –––– | 3-1  | 1-2  | 5-0  | 0-3  | 2-0  | 1-7  | 0-4  | 0-4  | 2-1  | 1-0  | 1-1  |
| Arras         | 0-3  | –––– | 0-2  | 3-1  | 0-4  | 0-2  | 0-6  | 2-8  | 0-3  | 0-5  | 1-1  | 2-3  |
| Guingamp      | 3-0  | 2-0  | –––– | 1-0  | 1-6  | 2-2  | 1-1  | 0-3  | 0-3  | 4-2  | 3-2  | 1-2  |
| Issy          | 0-2  | 1-1  | 0-4  | –––– | 1-5  | 0-1  | 1-3  | 0-9  | 0-2  | 2-3  | 0-3  | 0-0  |
| Juvisy        | 4-0  | 4-0  | 1-2  | 3-1  | –––– | 4-0  | 1-3  | 1-4  | 0-3  | 2-0  | 3-0  | 3-0  |
| Metz          | 7-0  | 3-1  | 0-2  | 1-1  | 1-3  | –––– | 2-2  | 0-15 | 0-9  | 2-3  | 0-1  | 1-1  |
| Montpellier   | 3-0  | 8-0  | 0-0  | 9-0  | 3-1  | 5-0  | –––– | 1-5  | 0-1  | 0-0  | 1-0  | 1-0  |
| O. Lione      | 14-0 | 14-0 | 3-0  | 6-0  | 4-0  | 11-0 | 4-0  | –––– | 2-1  | 7-0  | 5-1  | 9-0  |
| Paris SG      | 6-0  | 5-0  | 2-1  | 5-0  | 2-0  | 7-0  | 2-1  | 0-4  | –––– | 5-0  | 2-0  | 6-0  |
| Rodez         | 2-0  | 1-1  | 2-4  | 5-1  | 0-1  | 1-2  | 0-4  | 0-6  | 1-3  | –––– | 1-0  | 0-0  |
| Saint-Étienne | 2-0  | 5-1  | 1-2  | 1-2  | 0-1  | 2-1  | 0-4  | 0-6  | 0-7  | 1-4  | –––– | 2-0  |
| Soyaux        | 1-0  | 5-1  | 0-4  | 3-2  | 0-3  | 5-2  | 1-1  | 0-4  | 0-10 | 3-2  | 1-2  | –––– |

## Statistiche

### Classifica marcatrici
| Gol |  |  | Giocatore         | Squadra         |
| --- |  |  | ----------------- | --------------- |
| 34  |  |  | Lotta Schelin     | Olympique Lione |
| 29  |  |  | Eugénie Le Sommer | Olympique Lione |
| 26  |  |  | Ada Hegerberg     | Olympique Lione |
| 15  |  |  | Sofia Jakobsson   | Montpellier     |
| 15  |  |  | Sarah Palacin     | Saint-Étienne   |
| 14  |  |  | Marie-Laure Delie | Paris SG        |
| 14  |  |  | Flavie Lemaître   | Rodez           |
| 14  |  |  | Gaëtane Thiney    | FCF Juvisy      |